# Beroun (distrito)
Beroun é um distrito da República Checa na região de Boémia Central, com uma área de 662 km² com uma população de 75.684 habitantes (2002) e com uma densidade populacional de 114 hab/km².

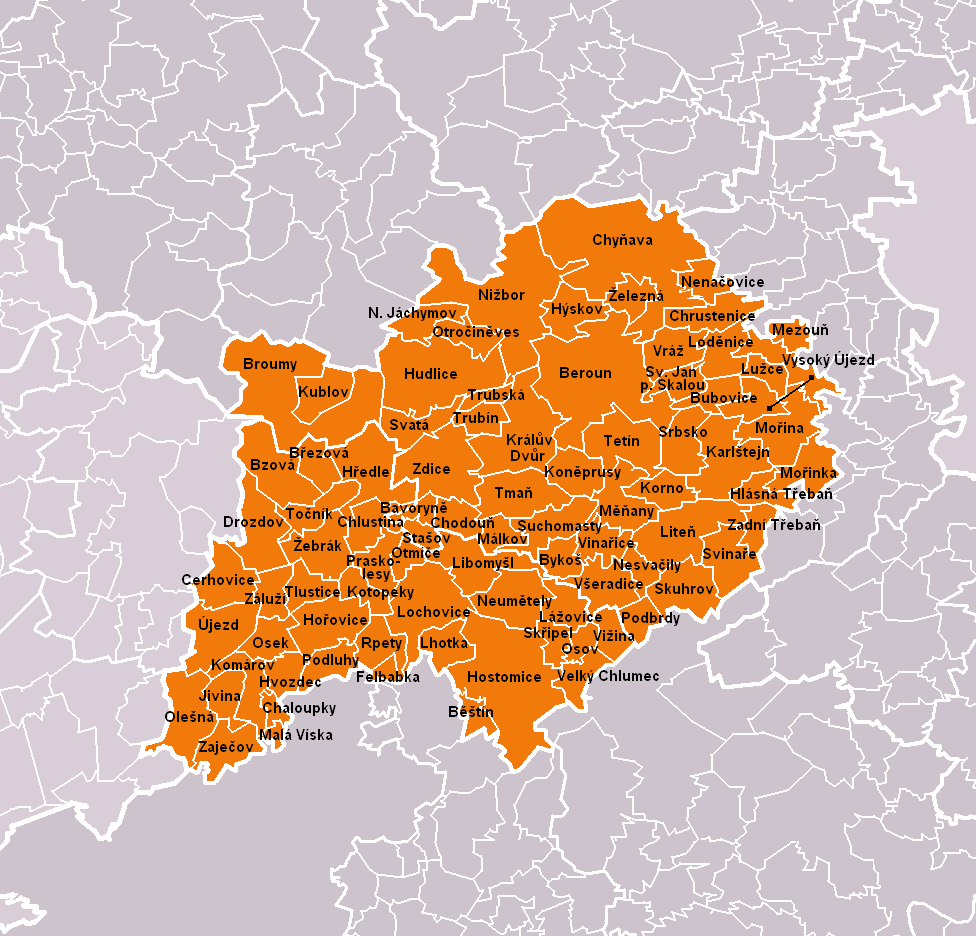